# 日耳曼學
日耳曼学（Germanistik；German studies），也译為德國研究等，是指以德语世界為研究對象的學科，研究內容包括了德國、奥地利等国和地区的文化、歷史和政治等領域，通常包括日耳曼語言學和日耳曼文學研究兩個領域。德國、奧地利、瑞士等国大學提供培育德語語言學教師的課程。